# Usine TPCA de Kolin
L'usine Toyota Motor Manufacturing Czech Republic, souvent abrégé TMMCZ est un site de production de véhicules automobiles de Toyota. Jusqu'au 31 décembre 2020, il était commun au Groupe PSA et à Toyota, associés dans une coentreprise : TPCA (Toyota Peugeot Citroën Automobile).

## Histoire

### TCPA (2002-2020)
La décision de son implantation sur le site a été annoncée le 20 décembre 2001. La coentreprise TPCA a été créée le 8 mars 2002 et le premier "coup de pioche" donné le 10 avril. 
Le site de 125 hectares est situé à Kolín, en Tchéquie, à 60 km à l'est de Prague, au point de jonction de deux grandes lignes de chemin de fer : Berlin-Dresde-Prague-Kolín-Budapest et Berlin-Dresde-Kolín-Vienne et sur l'autoroute Prague-Vienne. Sa construction a coûté 1,3 milliard d'euros.
La production en série y a été lancée le 28 février 2005, pour une inauguration officielle le 31 mai. On y fabrique les Citroën C1, Peugeot 107 (puis Peugeot 108) et Toyota Aygo, petites citadines partageant la majorité de leurs composants, vendues à partir de 8 500 euros à leur sortie. La capacité maximale de production est de 300 000 véhicules par an. Fin 2005, l'usine doit employer 3 000 salariés.
L'usine qui comprend tous les éléments habituels (ateliers d'emboutissage, de ferrage, de peinture et de montage) est réalisée d'un seul tenant de 21 hectares, sur un site d'une surface totale de 124 ha. Conçue par Toyota, c'est l'usine la plus compacte du monde. Certains fournisseurs se sont implantés dans l'emprise du site.
L'usine fonctionne quant à elle en trois équipes, elles-mêmes en rotation sur deux tournées, de 6 h 30 à 17 h 11 et de 18 h 30 à 5 h 11, du dimanche soir au samedi après-midi. Entre chaque tournée, 1 h 20 min d'arrêt des lignes permettent la maintenance ou la récupération de retard de production. Avec ce système, l'usine est donc en production 290 jours par an, à raison de 1 046 véhicules par jour.
Fin novembre 2008, l'usine a produit son millionième véhicule.
Après un début de production en 2005, une deuxième génération de véhicules voit le jour en 2014. Les modèles Citroën et Toyota gardent leur nom tandis que la Peugeot 107 devient 108.
En juillet 2012 est franchi le cap des deux millions de véhicules produits.
Le 30 novembre 2018, Toyota et PSA annoncent que le constructeur japonais va racheter les parts de PSA dans l'usine. Les quotas de production alloués à Peugeot et Citroën diminuent.

### TMMCZ (2021-présent)
Le 1er janvier 2021, l'usine passe sous le contrôle total de Toyota et est renommée Toyota Motor Manufacturing Czech Republic (TMMCZ) . Elle continue de produire l'Aygo ainsi que les C1 et 108 pour le compte de Stellantis (ex-PSA). Plus de 150 millions d'euros sont investis afin de pouvoir produire des véhicules reposant sur la nouvelle plate-forme de Toyota, appelée TNGA.
En avril 2021, la production des versions 3 portes des triplettes TPCA est arrêtée.
En juin 2021, Toyota confirme la production d'un nouveau modèle du segment A qui succédera à l'Aygo. Il s'agit de l'Aygo X, une petite citadine aux allures de crossover, bâtie sur une plateforme de Yaris de quatrième génération. Depuis 2021, la Yaris elle-même est produite par TMMCZ en complément de l'usine française de Valenciennes (TMMF),.
La fin de production des C1, 108 et Aygo à 5 portes est prévue pour décembre 2021,.

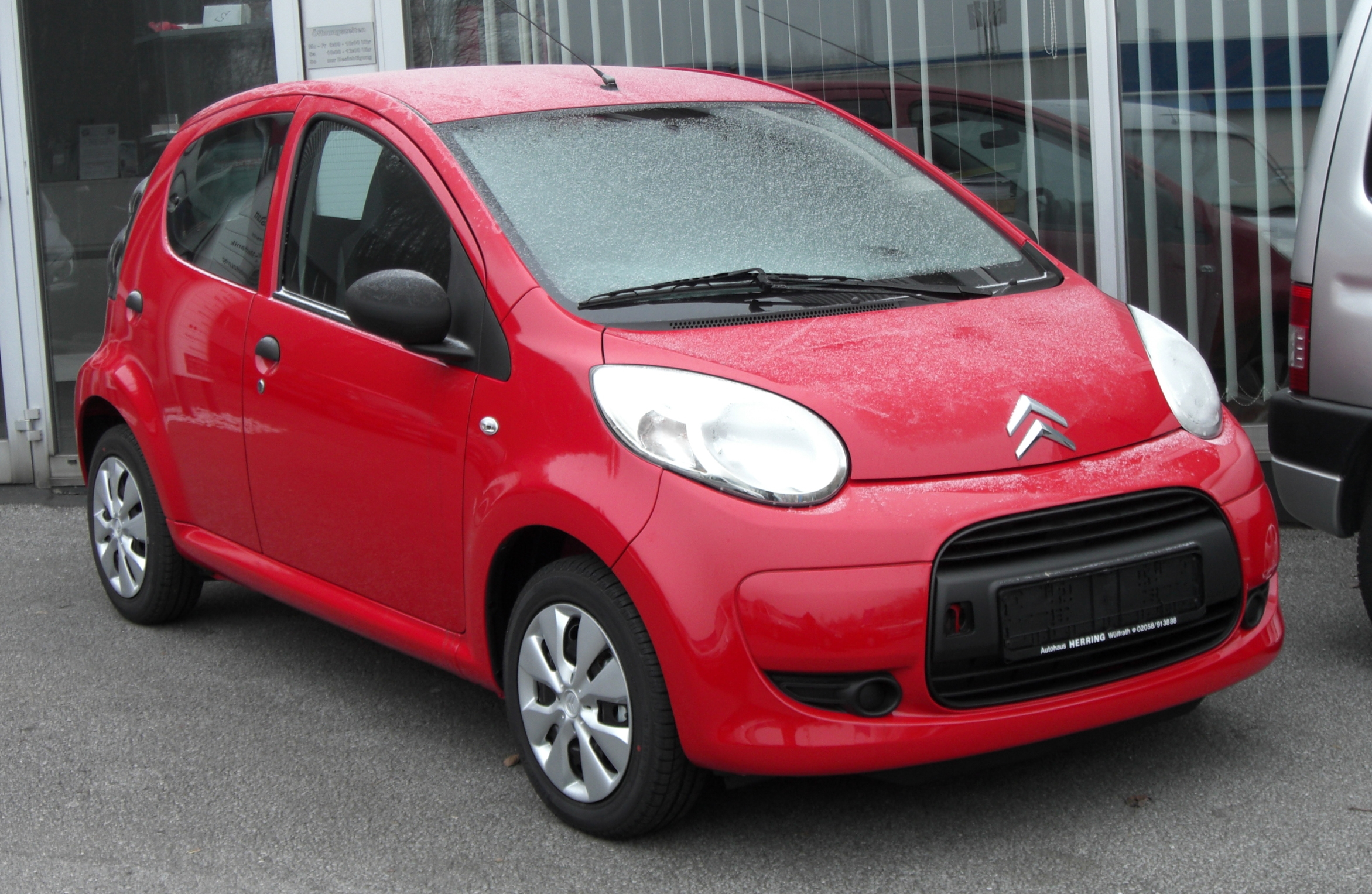
Citroën C1
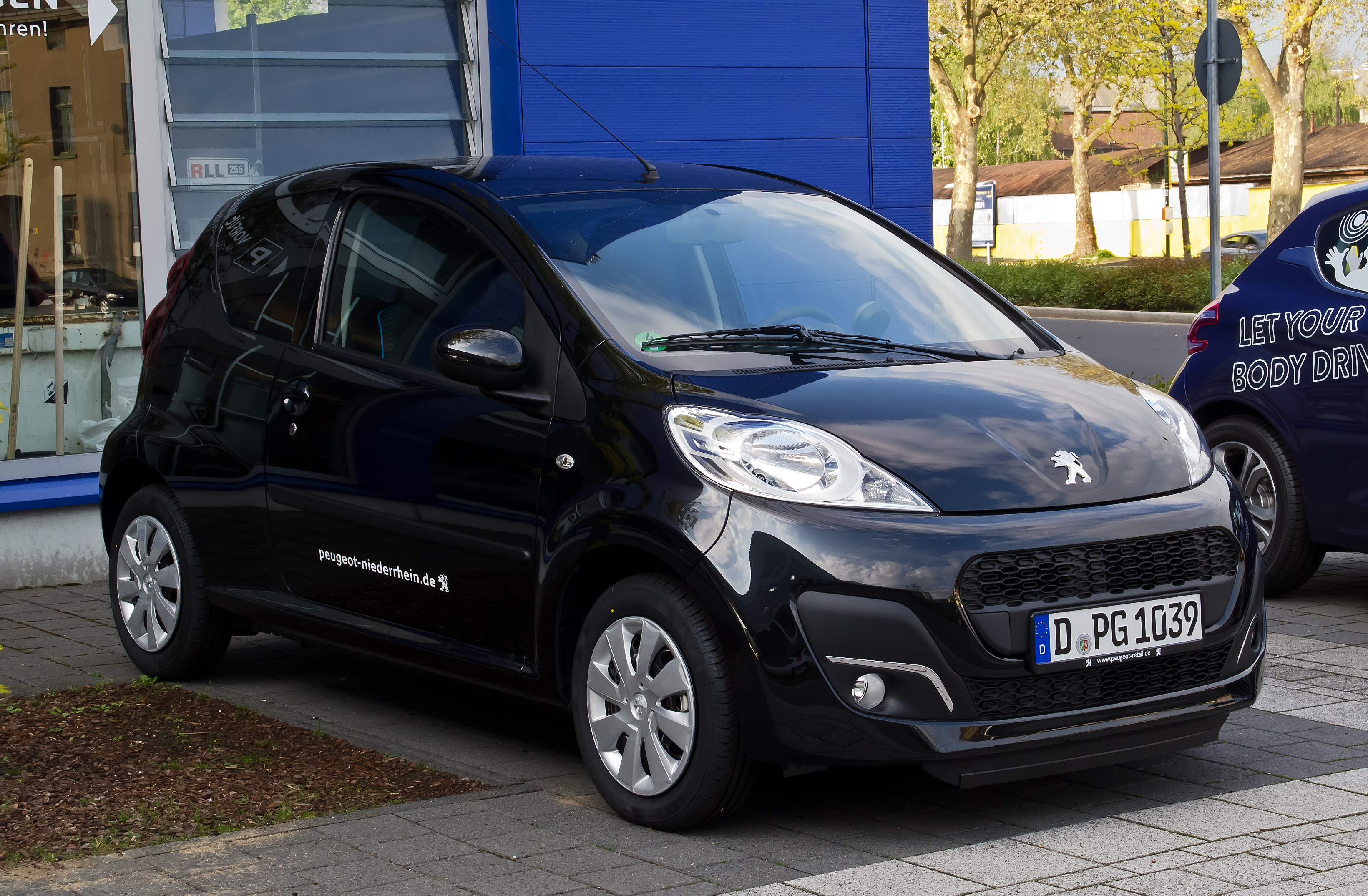
Peugeot 107
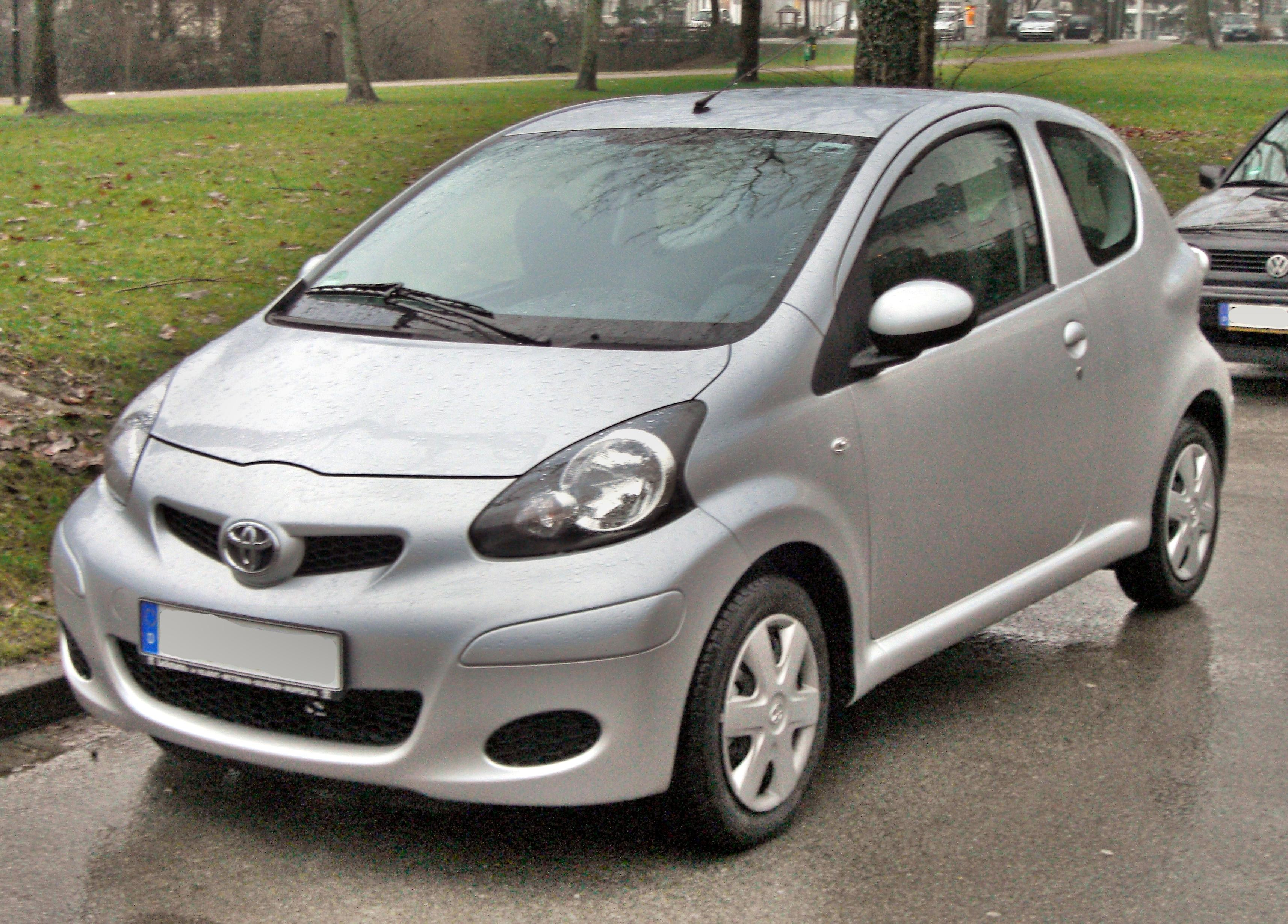
Toyota Aygo
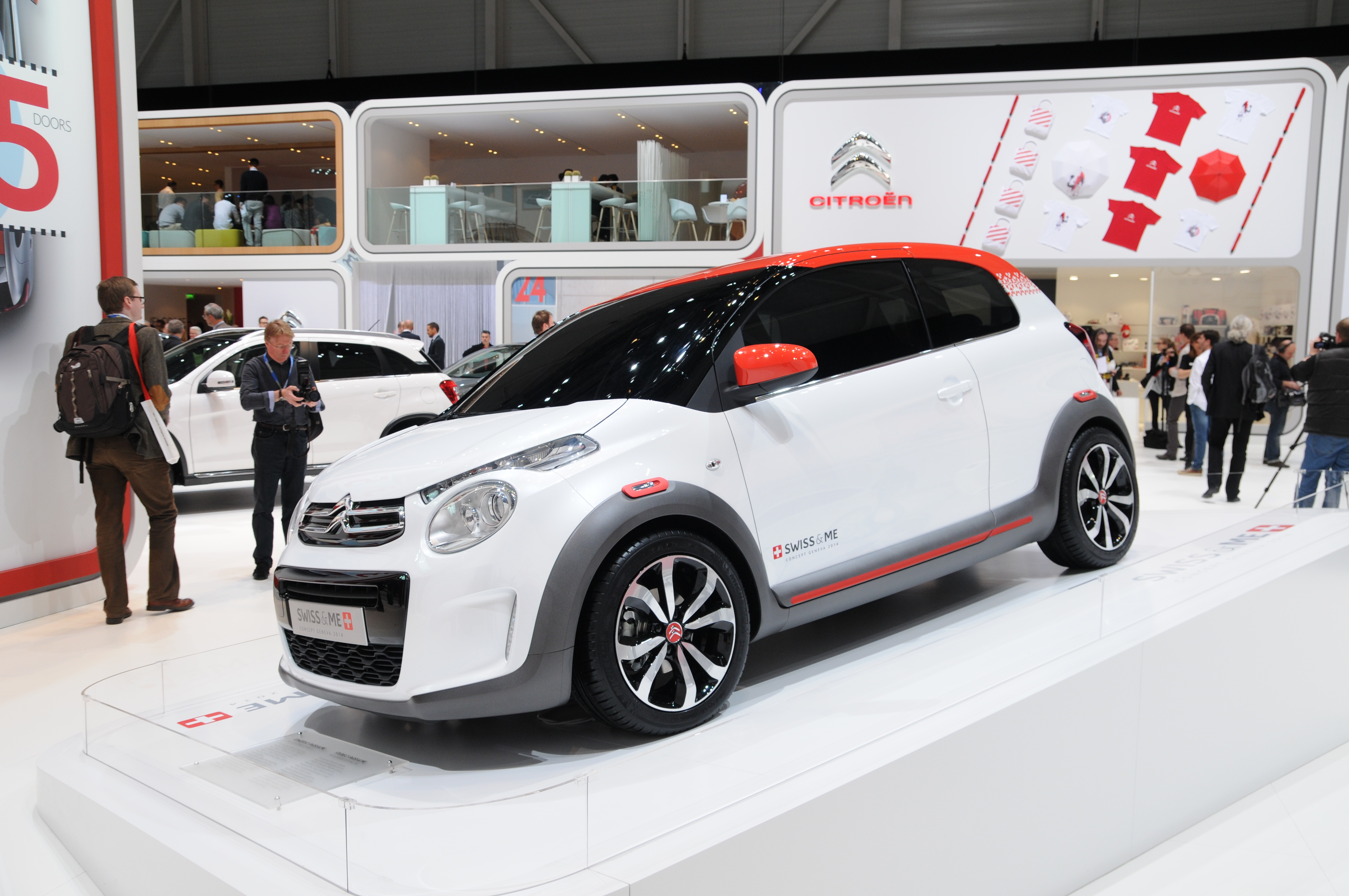
Citroën C1 II
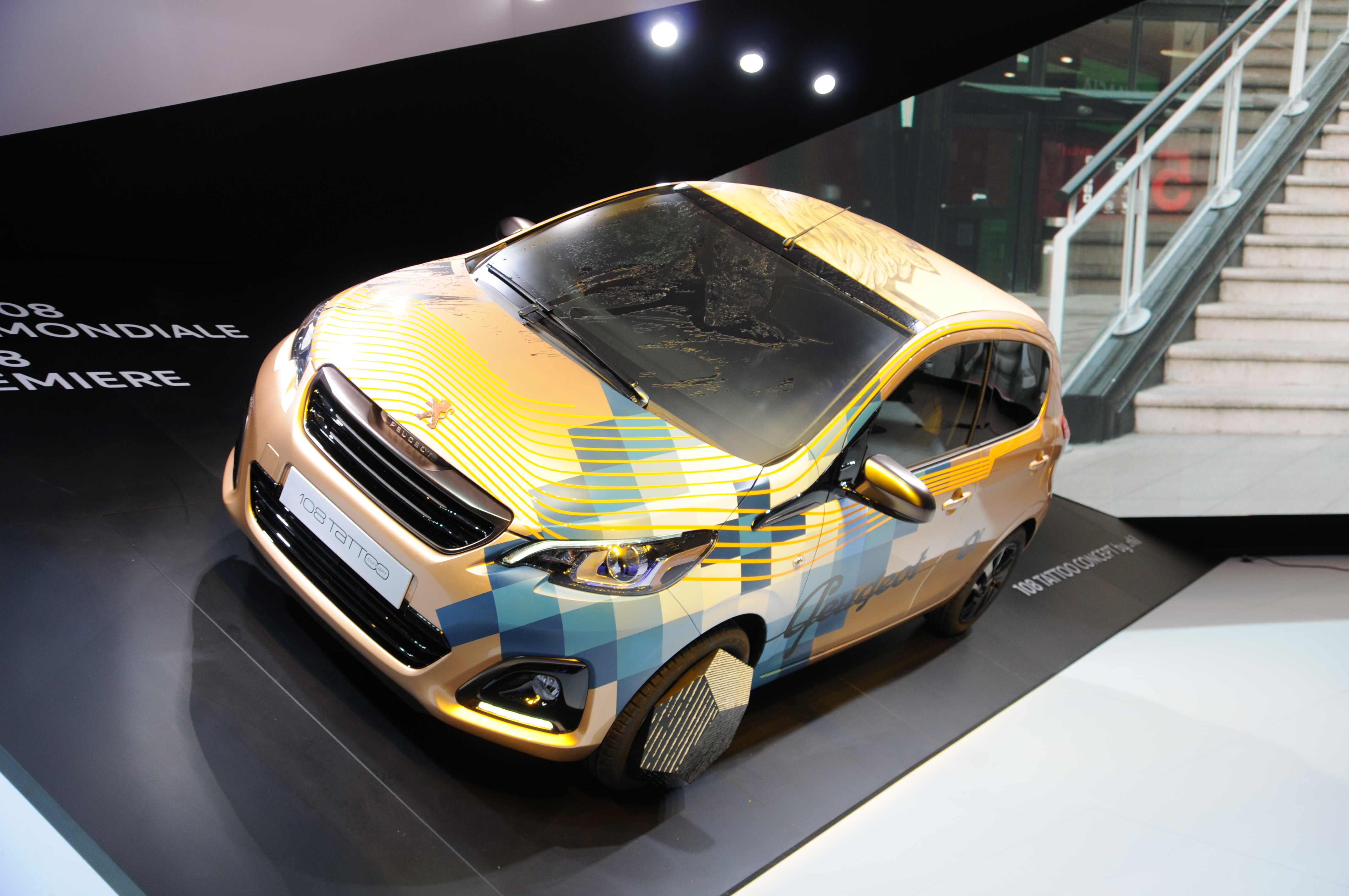
Peugeot 108
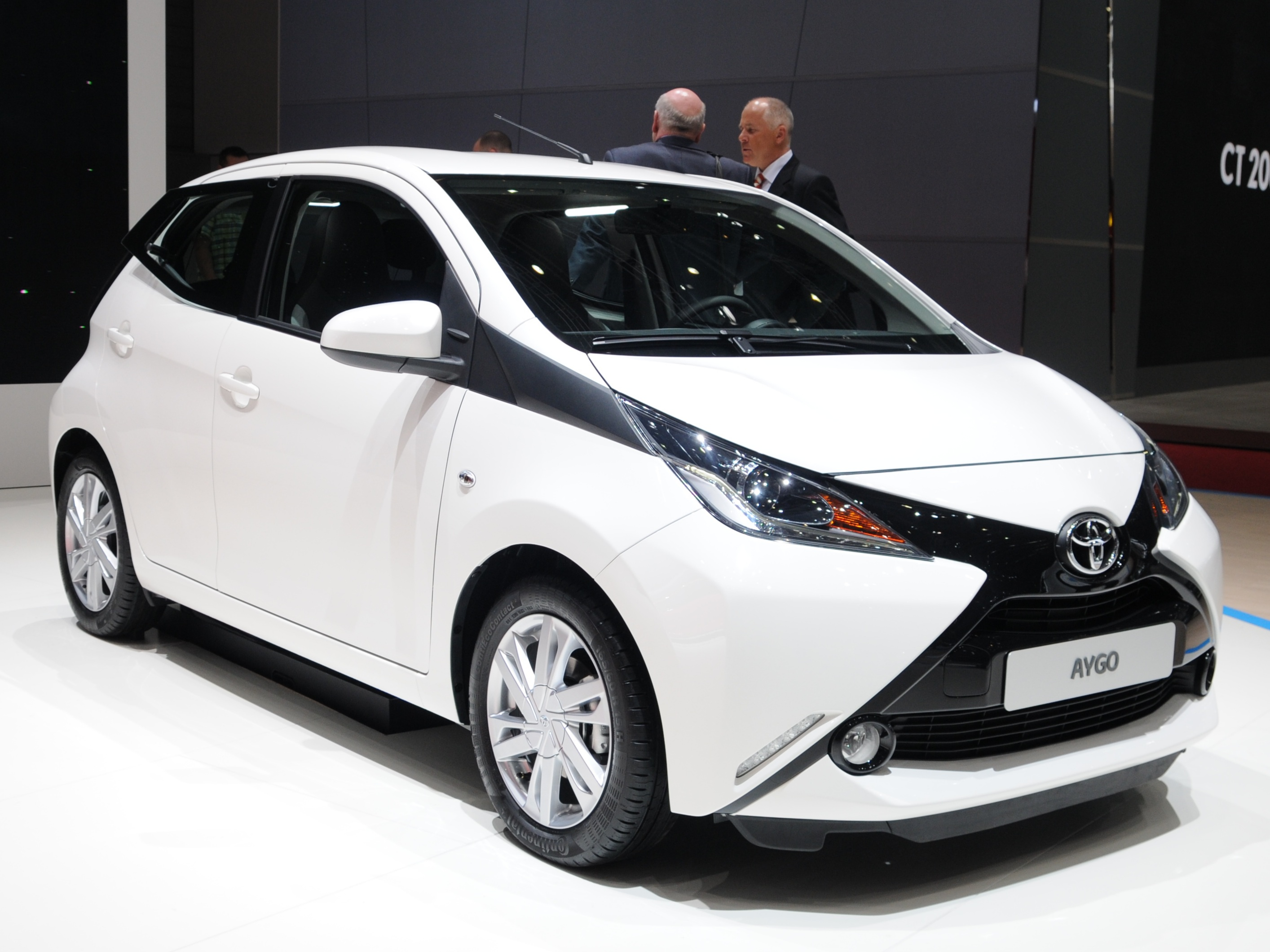
Toyota Aygo II
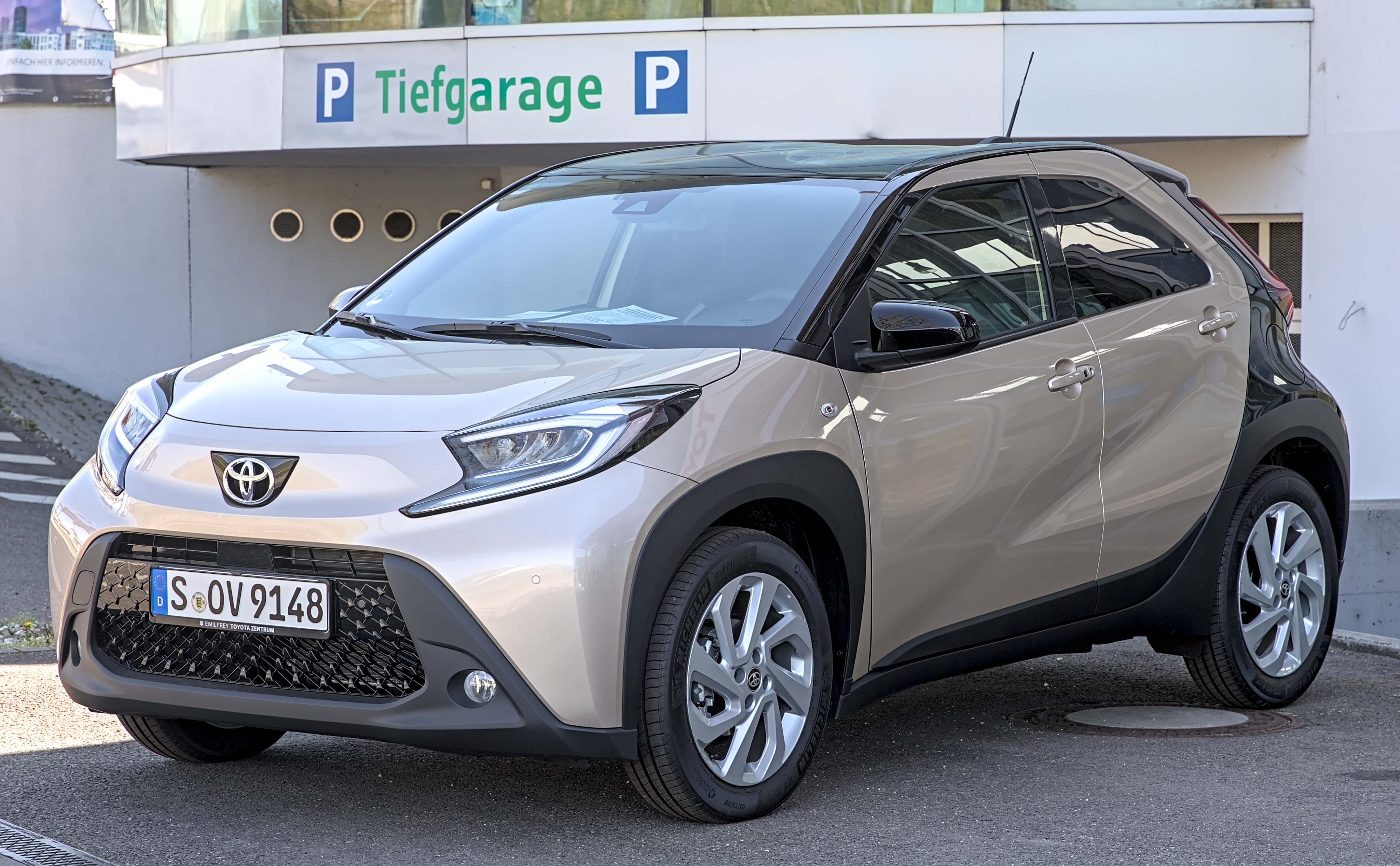
Toyota Aygo X
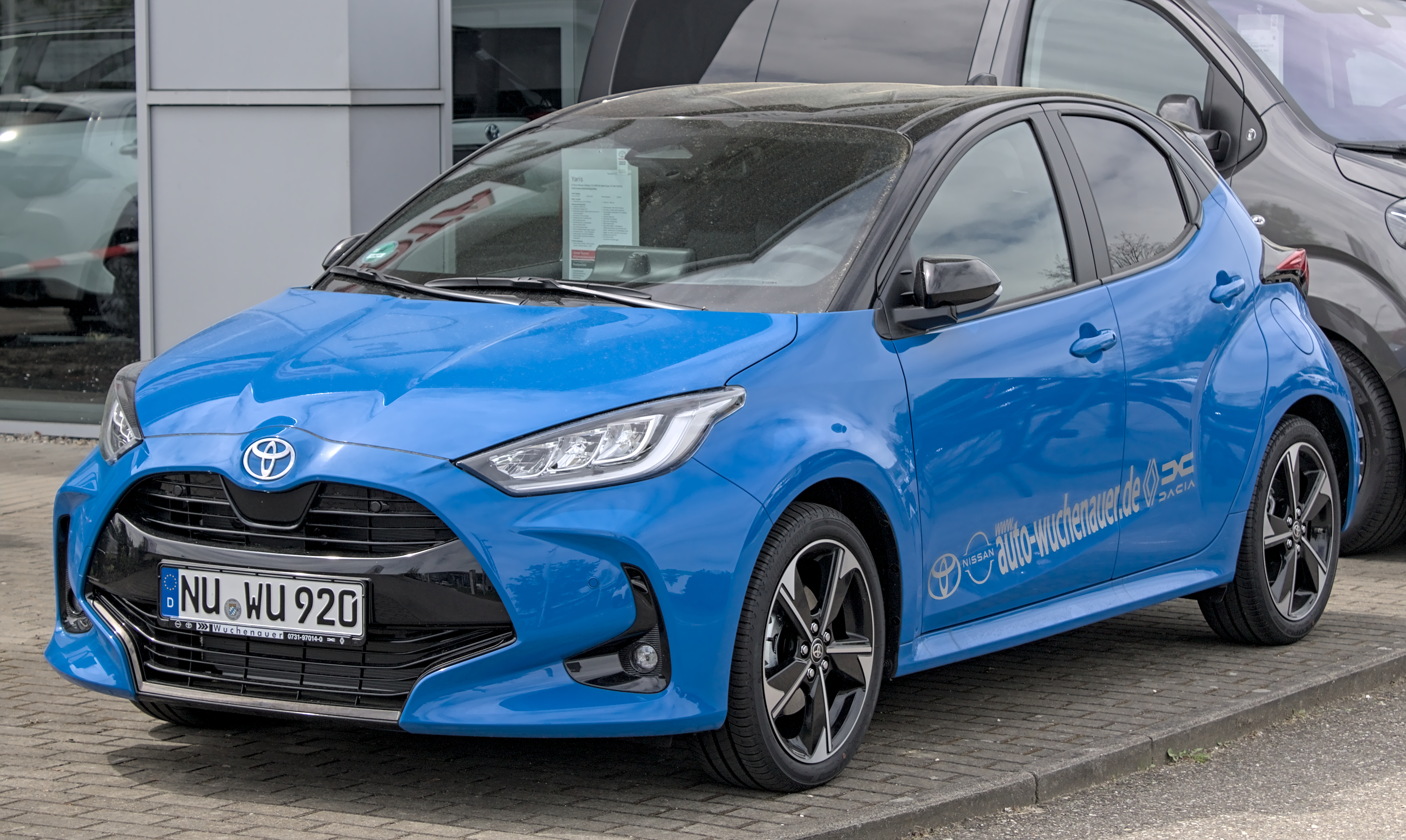
Toyota Yaris IV